# Polarització del transistor bipolar

Un diagrama de línia de càrrega, que il·lustra un punt de funcionament a la regió activa del transistor.

Els transistors bipolars s'han de polaritzar adequadament per funcionar correctament. En circuits fets amb dispositius individuals (circuits discrets), les xarxes de polarització que consisteixen en resistències s'utilitzen habitualment. En els circuits integrats s'utilitzen arranjaments de polarització molt més elaborats, per exemple, referències de voltatge i miralls de corrent. La configuració del divisor de tensió aconsegueix les tensions correctes mitjançant l'ús de resistències en determinats patrons. En seleccionar els valors adequats de la resistència, es poden aconseguir nivells de corrent estables que només varien poc per sobre de la temperatura i amb propietats de transistors com β.
El punt de funcionament d'un dispositiu, també conegut com a punt de polarització, punt quiescent o punt Q, és el punt de les característiques de sortida que mostra la tensió col·lector-emissor de CC (Vce) i el corrent del col·lector (Ic) sense senyal d'entrada aplicat.

Exemple de circuit amb polarització de divisor de ensió.

## Requisits del circuit de polarització
Es selecciona una xarxa de polarització per estabilitzar el punt de funcionament del transistor, reduint els efectes següents de la variabilitat del dispositiu, la temperatura i els canvis de tensió:
- El guany d'un transistor pot variar significativament entre diferents lots, el que resulta en punts de funcionament molt diferents per a unitats seqüencials en producció en sèrie o després de la substitució d'un transistor.
- A causa de l'efecte Early, el guany de corrent es veu afectat per la tensió col·lector-emissor.
- Tant el guany com el voltatge base-emissor depenen de la temperatura.
- El corrent de fuga també augmenta amb la temperatura.

Exemple de circuit amplificador de classe B.

Un circuit de polarització pot estar compost només per resistències, o pot incloure elements com resistències dependents de la temperatura, díodes o fonts de tensió addicionals, depenent del rang de condicions de funcionament esperades.

## Tipus de circuit de polarització per a amplificadors de classe A
La discussió següent tracta cinc circuits de polarització comuns utilitzats amb amplificadors de transistors bipolars de classe A:
1. Biaix fixat.
2. Biaix de col·lector a base.
3. Polarització fixa amb resistència emissor.
4. Biaix del divisor de tensió o divisor de potencial.

Exemple de circuit amplificador de classe AB.

5. Biaix de l'emissor.

## Amplificadors de classe B i AB
Els amplificadors de classe B i AB utilitzen 2 dispositius actius per cobrir els 360 graus complets de flux de senyal d'entrada. Per tant, cada transistor està esbiaixat per realitzar aproximadament 180 graus del senyal d'entrada. El biaix de classe B és quan el corrent del col·lector Ic sense senyal només està conduint (aproximadament l'1% del valor màxim possible). El biaix de classe AB és quan el corrent del col·lector Ic és d'aproximadament 1⁄4 del valor màxim possible. El circuit amplificador de sortida push-pull de classe AB a continuació podria ser la base per a un amplificador d'àudio de potència moderada.